# Philip DeSimone
Philip "Phil" DeSimone, född 19 mars 1987 i East Amherst i New York är en amerikansk professionell ishockeyspelare som spelar för Graz 99ers i EBEL.
Innan DeSimone började studera vid University of New Hampshire spelade han tre säsonger (2004-07) med Sioux City Musketeers i juniorligan USHL. DeSimone draftades av Washington Capitals i den tredje omgången som 84:e spelare totalt i 2007 års NHL Entry Draft.
DeSimone gjorde sin professionella debut säsongen 2011-12 efter att ha skrivit ett ettårskontrakt med Hamilton Bulldogs i AHL. Efter att ha producerat imponerande 33 poäng i hans rookiesäsong, blev DeSimone den 6 juli 2012 värvad av AHL-kollegan Albany Devils. Säsongen i Devils blev dock inte lika lyckad och DeSimone fick spela ett fåtal matcher i Trenton Titans i ECHL.
Den 20 augusti 2013 lämnade DeSimone Nordamerika och skrev på ett månadslångt tryout-kontrakt med FM-ligalaget Jokerit. Provspelet resulterade inte i något förlängt kontrakt och DeSimone lämnade klubben i oktober. Samma månad fann han en ny klubb när DeSimone gjorde klart med ett ettårskontrakt med Södertälje SK i Hockeyallsvenskan.
Efter att Södertälje misslyckats att ta sig till playoff valde klubben att låna ut DeSimone till den Allsvenska kollegan IF Björklöven för resten av säsongen, med en option även för efterföljande säsong.
Han är äldre bror till Nick DeSimone.

## Spelarstatistik
| 2004–05    | Sioux City Musketeers  | USHL       | 44  | 2  | 7  | 9  | 28 | 6  | 0 | 1 | 1  | 4 |
| 2005–06    | Sioux City Musketeers  | USHL       | 60  | 15 | 38 | 53 | 71 | —  | — | — | —  | — |
| 2006–07    | Sioux City Musketeers  | USHL       | 60  | 26 | 47 | 73 | 60 | 7  | 6 | 6 | 12 | 2 |
| 2007–08    | New Hampshire Wildcats | HE         | 38  | 3  | 10 | 13 | 28 | —  | — | — | —  | — |
| 2008–09    | New Hampshire Wildcats | HE         | 38  | 7  | 11 | 18 | 46 | —  | — | — | —  | — |
| 2009–10    | New Hampshire Wildcats | HE         | 39  | 10 | 27 | 37 | 38 | —  | — | — | —  | — |
| 2010–11    | New Hampshire Wildcats | HE         | 39  | 10 | 31 | 41 | 36 | —  | — | — | —  | — |
| 2011–12    | Hamilton Bulldogs      | AHL        | 76  | 14 | 19 | 33 | 36 | —  | — | — | —  | — |
| 2012–13    | Albany Devils          | AHL        | 44  | 9  | 10 | 19 | 30 | —  | — | — | —  | — |
| 2012–13    | Trenton Titans         | ECHL       | 3   | 3  | 2  | 5  | 2  | —  | — | — | —  | — |
| 2013–14    | Jokerit                | FM-ligan   | 8   | 1  | 2  | 3  | 6  | —  | — | — | —  | — |
| 2013–14    | Södertälje SK          | HA         | 30  | 7  | 14 | 21 | 24 | —  | — | — | —  | — |
| 2013–14    | IF Björklöven          | HA         | —   | —  | —  | —  | —  | 10 | 2 | 0 | 2  | 6 |
| 2014–15    | HC Bolzano             | EBEL       | 49  | 14 | 22 | 36 | 16 | 7  | 0 | 3 | 3  | 6 |
| AHL totalt | AHL totalt             | AHL totalt | 120 | 23 | 29 | 52 | 66 | —  | — | — | —  | — |